# نیر ایال
نیر ایال (به انگلیسی: Nir Eyal)(زادهٔ ۱۹ فوریه ۱۹۸۰ میلادی) نویسنده، مدرس و کارآفرین آمریکایی اسرائیلی‌تبار است. او علاوه بر نگارش مطالبی در وبلاگ شخصی خود، برای تارنماهای آنلاینی نظیر فوربز، تک کرانچ و نیز روان‌شناسی امروز نیز مطلب می‌نویسد. موضوع این مطالب، ترکیبی از سه حوزه روان‌شناسی، فناوری و کسب‌وکار است. او معمولاً در مورد اثرات فناوری در ایجاد عادت در کاربران می‌نویسد.